# Juan Ignacio Londero
Juan Ignacio Londero (Jesús María, 15 augustus 1993) is een Argentijnse tennisser. Hij heeft één ATP-toernooi in het enkelspel op zijn naam staan.

## Palmares
| Legenda                       | Legenda               |
| ----------------------------- | --------------------- |
| Grand Slam                    |                       |
| Olympische Spelen             |                       |
| tot 2009                      | vanaf 2009            |
| Tennis Masters Cup            | ATP Finals            |
| ATP Masters Series            | ATP Tour Masters 1000 |
| ATP International Series Gold | ATP Tour 500          |
| ATP International Series      | ATP Tour 250          |

### Enkelspel
| Nr.                  | Datum            | Toernooi    | Ondergrond | Tegenstanders in finale | Score         | Details |
| -------------------- | ---------------- | ----------- | ---------- | ----------------------- | ------------- | ------- |
| Gewonnen finales     |                  |             |            |                         |               |         |
| 1.                   | 10 februari 2019 | ATP Córdoba | Gravel     | Guido Pella             | 3-6, 7-5, 6-1 | Details |
| Verloren finales     |                  |             |            |                         |               |         |
| 1.                   | 21 juli 2019     | ATP Båstad  | Gravel     | Nicolás Jarry           | 6-7(7), 4-6   | Details |
| Gewonnen challengers |                  |             |            |                         |               |         |
| 1.                   | 15 april 2018    | Mexico-Stad | Gravel     | Roberto Quiroz          | 6-1, 6-3      |         |
| 2.                   | 7 juli 2018      | Marburg     | Gravel     | Hugo Dellien            | 3-6, 7-5, 6-4 |         |

### Dubbelspel
| Nr.                              | Datum            | Toernooi         | Ondergrond | Partner             | Tegenstanders in finale             | Score             | Details |
| -------------------------------- | ---------------- | ---------------- | ---------- | ------------------- | ----------------------------------- | ----------------- | ------- |
| Verloren finales herendubbel     |                  |                  |            |                     |                                     |                   |         |
| 1.                               | 16 februari 2020 | ATP Buenos Aires | Gravel     | Guillermo Durán     | Marcel Granollers Horacio Zeballos  | 4-6, 7-5, [16-18] | Details |
| Gewonnen challengers herendubbel |                  |                  |            |                     |                                     |                   |         |
| 1.                               | 19 augustus 2017 | Santo Domingo    | Gravel     | Luis David Martínez | Daniel Elahi Galán Santiago Giraldo | 6-4, 6-4          |         |

## Prestatietabel grandslamtoernooien
| Legenda | Legenda                          |
| ------- | -------------------------------- |
| g.t.    | geen toernooi gehouden           |
| l.c.    | lagere categorie                 |
| –       | niet deelgenomen                 |
| G       | uitgeschakeld in de groepsfase   |
| 1R      | uitgeschakeld in de eerste ronde |
| 2R      | uitgeschakeld in de tweede ronde |
| 3R      | uitgeschakeld in de derde ronde  |
| 4R      | uitgeschakeld in de vierde ronde |
| KF      | uitgeschakeld in de kwartfinale  |
| HF      | uitgeschakeld in de halve finale |
| F       | de finale verloren               |
| W       | het toernooi gewonnen            |
| w-v     | winst/verlies-balans             |

### Enkelspel
| Grandslamtoernooien  |      |      |    |
| Australian Open      | –    | 1R   | 1R |
| Roland Garros        | 4R   | 2R   | 1R |
| Wimbledon            | 1R   | g.t. | 1R |
| US Open              | 2R   | 2R   |    |
| ATP Masters 1000     |      |      |    |
| Indian Wells         | –    | g.t. |    |
| Miami                | –    | g.t. | –  |
| Monte Carlo          | 1R   | g.t. | 2R |
| Madrid               | –    | g.t. | –  |
| Rome                 | –    | –    | –  |
| Montreal/Toronto     | –    | g.t. |    |
| Cincinnati           | 2R   | –    |    |
| Shanghai             | 1R   | g.t. |    |
| Parijs               | –    | –    |    |
| Olympische Spelen    |      |      |    |
| Olympische Spelen    | g.t. | g.t. |    |
| statistieken         |      |      |    |
| totaal aantal titels | 1    | 0    | 0  |
| eindejaarsranking    | 50   | 79   |    |

### Dubbelspel
| Grandslamtoernooien  |      |      |   |
| Australian Open      | –    | 1R   | – |
| Roland Garros        | 1R   | 1R   | – |
| Wimbledon            | 1R   | g.t. | – |
| US Open              | 2R   | –    |   |
| ATP Masters 1000     |      |      |   |
| Indian Wells         | –    | g.t. |   |
| Miami                | –    | g.t. | – |
| Monte Carlo          | –    | g.t. | – |
| Madrid               | –    | g.t. | – |
| Rome                 | –    | –    | – |
| Montreal/Toronto     | –    | g.t. |   |
| Cincinnati           | –    | –    |   |
| Shanghai             | –    | g.t. |   |
| Parijs               | –    | –    |   |
| Olympische Spelen    |      |      |   |
| Olympische Spelen    | g.t. | g.t. |   |
| statistieken         |      |      |   |
| totaal aantal titels | 0    | 0    | 0 |
| eindejaarsranking    | 343  | 209  |   |